# Zuzela
Ne doit pas être confondu avec Żużela.
Zuzela (prononciation : [zuˈzɛla]) est un village polonais de la gmina de Nur dans le powiat d'Ostrów Mazowiecka de la voïvodie de Mazovie dans le centre-est de la Pologne.
Il se situe à environ 6 kilomètres à l'ouest de Nur (siège de la gmina), 26 kilomètres au sud-est d'Ostrów Mazowiecka (siège du powiat) et à 99 kilomètres au nord-est de Varsovie (capitale de la Pologne).
Le village compte approximativement une population de 199 habitants en 2006.

## Histoire
De 1975 à 1998, la gmina est attachée administrativement à le Powiat de Zambrów dans la voïvodie de Łomża.

## Personnalités liées au village
- Le Cardinal Stefan Wyszyński est né dans ce village.